# Neraudia ovata
Espèce
Statut de conservation UICN

 CR (needs updating) C2a : 
En danger critique
Neraudia ovata, appelée maʻoloa en hawaïen, est une espèce de plantes à fleurs de la famille des Urticaceae. Elle est endémique de l'île d'Hawaï et est menacée.